# Archiwum Państwowe w Olsztynie
Archiwum Państwowe w Olsztynie – instytucja administracji rządowej, której zadaniem jest gromadzenie, przechowywanie, opracowywanie i udostępnianie materiałów archiwalnych z obszaru Warmii i Mazur (tzn. województwo olsztyńskie w granicach z okresu 1975–1998). Podlega poprzez Naczelną Dyrekcję Archiwów Państwowych, Ministerstwu Kultury i Dziedzictwa Narodowego.

## Zasięg terytorialny
Następujące powiaty i gminy województwa warmińsko – mazurskiego:
- miasto Olsztyn,
  - gminy wchodzące w skład powiatów: bartoszyckiego, kętrzyńskiego, nidzickiego, olsztyńskiego i ostródzkiego,
- miasto Iława i Lubawa
  - gminy: Iława, Lubawa i Zalewo powiatu iławskiego
- miasto Lidzbark Warmiński
  - gminy: Kiwity, Lidzbark Warmiński i Lubomino – powiatu lidzbarskiego
- miasto Mrągowo
  - gminy: Dźwierzuty, Jedwabno, Pasym, Szczytno, Świętajno i Wielbark – powiatu szczycieńskiego.

## Dyrektorzy
- Władysław Adamczyk (1948–1950)
- Tadeusz Grygier (1950-1966)
- Zygmunt Lietz (1966 – 1971)
- Józef Judziński (1971 – 2004)
- Marlena Koter (2004 – 2012),
- Anna Karpińska (p.o.: 2009-2012, dyrektor: 2012-2014).
- Od 1 października 2014 r. dyrektorem APO jest prof. dr hab. Norbert Kasparek.